# Neoterebra arcas
Neoterebra arcas é uma espécie de gastrópode do gênero Neoterebra, pertencente a família Terebridae.